# Rafael del Estad
Rafael del Estad Vargas (Sevilla, 14 de abril de 1938 - Ibídem, 18 de septiembre de 2013) fue un cantante y compositor español, que renovó las sevillanas.

## Trayectoria artística
José Manuel del Estad Fernández, su padre, regentó en Sevilla los cines Nervión Cinema, de invierno, y La Gloria, de verano, este en la Gran Plaza. Fue tío en segundo grado de María del Monte.
Las canciones de Rafael del Estad son de una gran profundidad poética, y muchas de ellas se han convertido en clásicos. Escribió canciones para grandes artistas como Rocío Jurado, Los marismeños, Chiquetete, María Dolores Pradera, Azúcar Moreno, entre otros. En 2012, recibió la Medalla de Oro de la Ciudad de Sevilla en reconocimiento por su trayectoria.
En 2025 se aprobó nombrar una glorieta en Sevilla con su nombre. Su ubicación es en la barriada de Ciudad Jardín.

## Discografía
- Por Amor a Sevilla
- De Mis Raíces
- Enamorado Para Ti
- A Ti Amor
- Nubes Blancas
- Dibujos de Vida
- Tus Redes
- Anhelo (Grandes Éxitos)
- Las Dos Orillas
- Villancicos: Coloraíto y Tres Reyes Magos de Oriente
- Pasodoble a Manuel Díaz "El Cordobés"

## Éxitos
Entre sus éxitos más conocidos cabe destacar: 
- Por amor

- Las miradas

- Vivir soñando

- Sevillano soy yo

- Tus ojos

- De estar queriendo

- Tus redes

- Andaluz de procedencia

- Cazador

- Mi perrilla perdiguera

- Paseo Parque de María Luisa

- Me ha dicho la luna (Canción escrita para Rocío Jurado y Versionada por María Dolores Pradera)

- Fandangos por Huelva (Escrita para el grupo de sevillanas Los Marismeños)